# Пиленай (опера)
Пиленай (лит. Pilėnai) — героико-эпическая опера Витаутаса Кловы в 4 действиях, либретто И. Мацкониса. 
Премьера: Литовский национальный театр оперы и балета, Вильнюс, 1 июля 1956 г., под управлением И. Альтермана. В Москве опера показана во время гастролей театра в 1957 г., в Ленинграде — в 1958-м.
Действие разворачивается в Литве в XIV в. Пиленай — название литовского замка, сожжённого его защитниками, когда у них уже не было сил сопротивляться крестоносцам. Легенда об этом подвиге сохранилась в памяти народа. Композитор и либреттист рисуют героические образы патриотов, коварство противника.
Патриотическое и героическое содержание оперы получило глубокое воплощение в музыке. Композитор органично претворил интонации литовских народных песен, не прибегая к цитатам. Драматизм и лирика естественно сочетаются в партитуре.
В 1957 году удостоена Государственной премии Литовской ССР.